# Derrick Summers
Derrick Edward Summers (* 19. Juni 1988 in Southfield, Michigan) ist ein US-amerikanischer American-Football-, Canadian-Football- und Arena-Football-Spieler. Er spielte zuletzt auf der Position des Defensive Ends für Columbus Destroyers in der Arena Football League (AFL).

## Karriere
Summers spielte von 2006 bis 2009 College Football an der University of Toledo für die Toledo Rockets. Dort spielte er 36 Spiele, davon 17 von Beginn an und erzielte währenddessen 136 Tackles und fünf Sacks.
Summers ging 2011 in die Arena Football League zu den Jacksonville Sharks. Diese führte er mit elf Sacks und sechs erzwungenen Fumbles an und half ihnen so den Arena Bowl XXIV zu gewinnen. Für seine Leistungen wurde er ins Second-team All-Arena gewählt. 2012 erzielte er 10,5 Tackles und zwei Sacks, ehe er die Sharks verließ, um für die Toronto Argonauts in der Canadian Football League (CFL) zu spielen. Dort schaffte er auch den Sprung in den Kader. Für die Argonauts spielte er in acht Spielen, wobei er zwölf Tackles und zwei Sacks erzielte. Am 18. Oktober 2012 wurde er entlassen, fünf Tage später aber von den Hamilton Tiger-Cats verpflichtet. Bei den Tiger-Cats spielte er zwei Spiele. Am 15. Mai 2013 wurde er entlassen. Im Anschluss ging er zurück zu den Jacksonville Sharks. 2014 und 2015 spielte er für die Spokane Shock. In der Zeit erzielte er 87 Tackles und 22 Sacks. 2016 spielte er für die Los Angeles Kiss, ehe er 2017 zu den Cleveland Gladiators ging. Dort wurde er als Middle Linebacker erneut ins Second-team All-Arena gewählt. Dies wiederholte er 2018, jedoch als Mitglied der Albany Empire. Zur Saison 2019 wechselte er zu den Columbus Destroyers.